# Процюк Сергій Анатолійович
Сергій Анатолійович Процюк (нар. 7 лютого 1963, Київ, УРСР) — радянський та український футболіст, тренер, виступав на позиції захисника. Майстер спорту СРСР. 
Син Олександр також футболіст.

## Кар'єра гравця
Перший тренер - А. Ф. Бишовець.
Кар'єра Сергія Процюка почалася в київському «Динамо». Тричі він віддавався в оренду, в вінницьку «Ниву» й ірпінське «Динамо». Після перемоги в юнацькому турнірі «Переправа» повернувся до київського «Динамо». У чемпіонаті СРСР за «Динамо» Сергій не грав, провів лише 4 матчі в Кубку Федерації.
У 1987 році, після переговорів між начальником одеського «Чорноморця» і Валерієм Лобановським, перейшов в одеський «Чорноморець», який виступав у першій лізі. Крім того, на вибір вплинуло бажання Процюка виїхати подалі від чорнобильської аварії: він переживав за здоров'я дружини й дочки.
У першому сезоні Процюк зіграв 21 матч і забив 1 м'яч. «Чорноморець» посів 1-ше місце і отримав право брати участь у вищій лізі. В чемпіонаті за «моряків» Сергій відіграв 35 матчів, забивши 3 м'ячі.
У 1990 році він пішов у московське «Динамо», куди його покликав Анатолій Бишовець. За «біло-блакитних» Процюк дебютував 1 березня в матчі 1/8 фіналу Кубка СРСР проти «Арарату». Всього за «Динамо» в різних турнірах він зіграв 14 матчів. У сезоні 1990 він також став бронзовим призером першості.
У травні 1991 року Сергій, бажаючи грати, пішов у «Тилигул». Разом з командою завоював право грати у вищій лізі. Але на початку 1992 року було прийнято рішення не проводити об'єднаний чемпіонат СНД і Процюк повернувся в «Чорноморець». За перші два сезони в чемпіонаті України провів 26 матчів, ставши в 1993 році бронзовим призером.
У 1994 Процюк грав за «Металург» з Новотроїцька.
Після цього Сергій з 1994 по 1999 рік виступав за клуби нижчих дивізіонів - «Верес», фінський «КаІК», «Буковину» й «Нафтовик» з Охтирки.

## Кар'єра тренера
Після завершення кар'єри став тренером. Працював в СДЮСШОР київського «Динамо», також був помічником головного тренера. З липня 2008 року допомагав тренувати резервну команду «Динамо».
У 2011 році очолив молдовський клуб «Локомотив».

## Досягнення
- Перша ліга СРСР
  -  Бронзовий призер (1): 1990

- Вища ліга України
  -  Бронзовий призер (1): 1992/93

### Відзнаки
- Майстер спорту СРСР (1987)